# لبنان (نيوهامشير)
لبنان (بالإنجليزية: Lebanon, New Hampshire)‏ هي مدينة تقع في الولايات المتحدة في مقاطعة غرافتون (نيوهامشير). يقدر عدد سكانها بـ 13,151 نسمة ومساحتها 107.1 كم2 وترتفع عن سطح البحر 177 متر.

## التركيبة السكانية
حدّد مكتب تعداد الولايات المتحدة بيانات التركيبة السكانية للبنان في تعداد الولايات المتحدة. في ما يلي، التركيبة السكانية حسب تعدادي 2000 و2010.

### تعداد عام 2000
بلغ عدد سكان لبنان 12,568 نسمة بحسب تعداد عام 2000، وبلغ عدد الأسر 5,500 أسرة وعدد العائلات 3,178 عائلة مقيمة في المدينة. في حين سجلت الكثافة السكانية 117.6 نسمة لكل كيلومتر مربع (304.6/ميل2). وبلغ عدد الوحدات السكنية 5,707 وحدة بمتوسط كثافة قدره 53.4 لكل كيلومتر مربع (138.3/ميل2).
وتوزع التركيب العرقي للمدينة بنسبة 94.38% من البيض و0.83% من الأمريكيين الأفارقة و0.43% من الأمريكيين الأصليين و2.67% من الأمريكيين ذوي الأصول الآسيوية و0.03% من سكان جزر المحيط الهادئ و0.41% من الأعراق الأخرى و1.26% من عرقين مختلطين أو أكثر و1.64% من الهسبانيون أو اللاتينيون من أي عرق.
بلغ عدد الأسر 5,500 أسرة كانت نسبة 29.8% منها لديها أطفال تحت سن الثامنة عشر تعيش معهم، وبلغت نسبة الأزواج القاطنين مع بعضهم البعض 45.6% من أصل المجموع الكلي للأسر، ونسبة 9.4% من الأسر كان لديها معيلات من الإناث دون وجود شريك، بينما كانت نسبة 2.8% من الأسر لديها معيلون من الذكور دون وجود شريكة وكانت نسبة 42.2% من غير العائلات. تألفت نسبة 33.7% من أصل جميع الأسر من عدة أفراد يعيشون في نفس المنزل ونسبة 10.5% كانت تتألف من شخص يعيش بمفرده يبلغ من العمر 65 عاماً أو أكثر. وبلغ متوسط حجم الأسرة المعيشية 2.23، أما متوسط حجم العائلات فبلغ 2.87.
بلغ العمر الوسطي للسكان 37.1 عاماً. وكانت نسبة 22.5% من القاطنين تحت سن الثامنة عشر، وكانت نسبة 8% بين الثامنة عشر والرابعة والعشرين عاماً، ونسبة 32.3% كانت واقعةً في الفئة العمرية ما بين الخامسة والعشرين والرابعة والأربعين عاماً، ونسبة 22.3% كانت ما بين الخامسة والأربعين والرابعة والستين، ونسبة 12.6% كانت ضمن فئة الخامسة والستين عاماً فما فوق. يوجد لكل 100 أنثى 90.5 ذكر، ويوجد لكل 100 أنثى في الثامنة عشر من عمرها فما فوق 87.9 ذكر.
بلغ متوسط دخل الأسرة في المدينة 42,185 دولارًا، أما متوسط دخل العائلة فبلغ 52,133 دولارًا. وكان متوسط دخل الذكور 32,693 دولارًا مقابل 27,086 دولارًا للإناث. وسجل دخل الفرد الخاص بالمدينة 25,133 دولارًا. وكانت نسبة 6.3% من العائلات ونسبة 8.8% من السكان تحت خط الفقر، وكان من هؤلاء نسبة 15.2% تحت سن الثامنة عشر ونسبة 8.1% في الخامسة والستين من العمر وما فوق.

## معرض صور

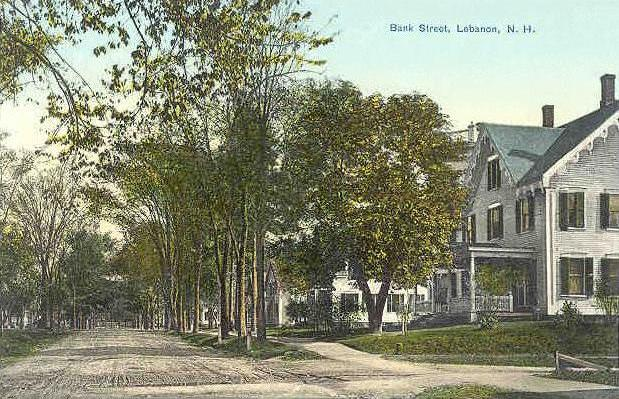
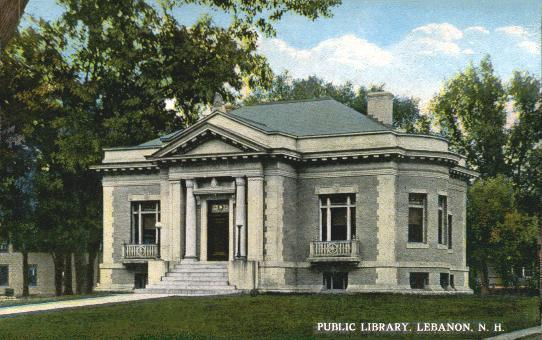
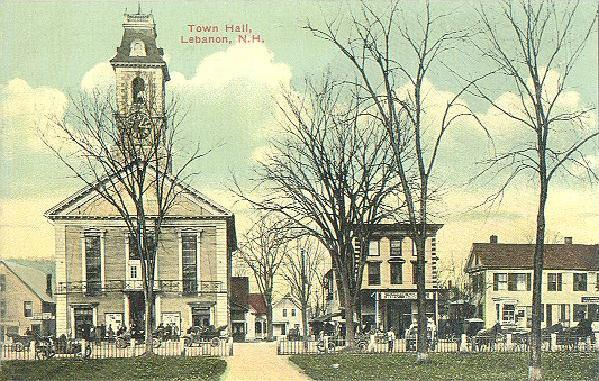
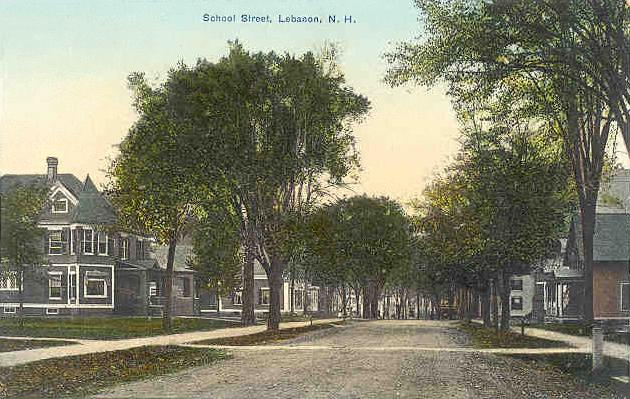

### تعداد عام 2010
بلغ عدد سكان لبنان 13,151 نسمة بحسب تعداد عام 2010، وبلغ عدد الأسر 6,186 أسرة وعدد العائلات 3,269 عائلة مقيمة في المدينة. في حين سجلت الكثافة السكانية 123 نسمة لكل كيلومتر مربع (318.6/ميل2). وبلغ عدد الوحدات السكنية 6,649 وحدة بمتوسط كثافة قدره 62.2 لكل كيلومتر مربع (161.1/ميل2).
وتوزع التركيب العرقي للمدينة بنسبة 88.37% من البيض و1.62% من الأمريكيين الأفارقة و0.27% من الأمريكيين الأصليين و6.84% من الأمريكيين ذوي الأصول الآسيوية و0.01% من سكان جزر المحيط الهادئ و0.78% من الأعراق الأخرى و2.10% من عرقين مختلطين أو أكثر و2.86% من الهسبانيون أو اللاتينيون من أي عرق.
بلغ عدد الأسر 6,186 أسرة كانت نسبة 24.2% منها لديها أطفال تحت سن الثامنة عشر تعيش معهم، وبلغت نسبة الأزواج القاطنين مع بعضهم البعض 40.5% من أصل المجموع الكلي للأسر، ونسبة 8.9% من الأسر كان لديها معيلات من الإناث دون وجود شريك، بينما كانت نسبة 3.4% من الأسر لديها معيلون من الذكور دون وجود شريكة وكانت نسبة 47.2% من غير العائلات. تألفت نسبة 36.8% من أصل جميع الأسر من عدة أفراد يعيشون في نفس المنزل ونسبة 12.4% كانت تتألف من شخص يعيش بمفرده يبلغ من العمر 65 عاماً أو أكثر. وبلغ متوسط حجم الأسرة المعيشية 2.10، أما متوسط حجم العائلات فبلغ 2.76.
بلغ العمر الوسطي للسكان 39.4 عاماً. وكانت نسبة 19.1% من القاطنين تحت سن الثامنة عشر، وكانت نسبة 7.7% بين الثامنة عشر والرابعة والعشرين عاماً، ونسبة 30.3% كانت واقعةً في الفئة العمرية ما بين الخامسة والعشرين والرابعة والأربعين عاماً، ونسبة 27.7% كانت ما بين الخامسة والأربعين والرابعة والستين، ونسبة 15.3% كانت ضمن فئة الخامسة والستين عاماً فما فوق. وتوزع التركيب الجنسي للسكان بنسبة 47.4% ذكور و52.6% إناث.

## أعلام
- إف. د. ريف
- ستايسي وولي
- ديف كول
- ستيفن بليس
- ميا تايلر
- دانيال روبنز
- هارون باديلي
- إليشا باين
- توماس س. شالمرز
- تشارلز هام